# Austafjord
Austafjord – wieś w Norwegii w gminie Nærøysund w okręgu Trøndelag. Zamieszkana przez 60 osób (2022).
Austafjord leży na wyspie Ytter-Vikna w archipelagu Vikna. Do 2020 roku administracyjnie należała do gminy Vikna, która została zlikwidowana. Wieś znajduje się na końcu drogi regionalnej 770, łączącej Austafjord przez wyspy Inner-Vikna i Mellom-Vikna ze stałym lądem i wsią Foldereid.